# Olympische Sommerspiele 2004/Kanu

Der Kanuslalom-Kurs im Elliniko Olympic Complex.

Die Kanuwettbewerbe der Olympischen Spiele 2004 gliedern sich in zwei unterschiedliche Disziplinen. Der Kanurennsport, der auf flachem Wasser ausgetragen wird, und dem Kanuslalom, bei dem im Wildwasser eine mit Toren abgesteckte Strecke zu durchfahren ist. Beide Disziplinen werden sowohl im Kajak als auch im Canadier gefahren.
Die Wettbewerbe im Kanurennsport fanden vom 23. bis 28. August 2004 im Schinias Olympic Rowing and Canoeing Centre statt. Die Kanuslalom-Wettbewerbe fanden vom 17. bis 20. August 2004 im Olympiako Kentro Kanoe/Kagiak Slalom statt.

## Bilanz

### Medaillenspiegel
| Platz | Land                | Gold | Silber | Bronze | Gesamt |
| ----- | ------------------- | ---- | ------ | ------ | ------ |
| 1     | Deutschland         | 4    | 4      | 1      | 9      |
| 2     | Ungarn              | 3    | 1      | 2      | 6      |
| 3     | Slowakei            | 2    | 1      | 1      | 4      |
| 4     | Frankreich          | 2    | –      | 1      | 3      |
| 5     | Spanien             | 1    | 1      | –      | 2      |
| 6     | Kanada              | 1    | –      | 2      | 3      |
| 7     | Norwegen            | 1    | –      | 1      | 2      |
| 8     | Schweden            | 1    | –      | –      | 1      |
| 8     | Volksrepublik China | 1    | –      | –      | 1      |
| 10    | Australien          | –    | 2      | –      | 2      |
| 10    | Italien             | –    | 2      | –      | 2      |
| 12    | Großbritannien      | –    | 1      | 2      | 3      |
| 12    | Russland            | –    | 1      | 2      | 3      |
| 14    | Kuba                | –    | 1      | –      | 1      |
| 14    | Neuseeland          | –    | 1      | –      | 1      |
| 14    | Vereinigte Staaten  | –    | 1      | –      | 1      |
| 17    | Polen               | –    | –      | 1      | 1      |
| 17    | Tschechien          | –    | –      | 1      | 1      |
| 17    | Ukraine             | –    | –      | 1      | 1      |
| 17    | Belarus             | –    | –      | 1      | 1      |

### Medaillengewinner
| Konkurrenz             | Gold                                                             | Silber                                                    | Bronze                                                              |
| ---------------------- | ---------------------------------------------------------------- | --------------------------------------------------------- | ------------------------------------------------------------------- |
| Einer-Kajak 500 m      | Adam van Koeverden                                               | Nathan Baggaley                                           | Ian Wynne                                                           |
| Einer-Kajak 1000 m     | Eirik Verås Larsen                                               | Ben Fouhy                                                 | Adam van Koeverden                                                  |
| Zweier-Kajak 500 m     | Deutschland Ronald Rauhe Tim Wieskötter                          | Australien Clint Robinson Nathan Baggaley                 | Belarus Raman Petruschenka Wadsim Machneu                           |
| Zweier-Kajak 1000 m    | Schweden Markus Oscarsson Henrik Nilsson                         | Italien Antonio Rossi Beniamino Bonomi                    | Norwegen Eirik Verås Larsen Nils Olav Fjeldheim                     |
| Vierer-Kajak 1000 m    | Ungarn Zoltán Kammerer Botond Storcz Ákos Vereckei Gábor Horváth | Deutschland Andreas Ihle Mark Zabel Björn Bach Stefan Ulm | Slowakei Richard Riszdorfer Michal Riszdorfer Erik Vlček Juraj Bača |
| Einer-Canadier 500 m   | Andreas Dittmer                                                  | David Cal                                                 | Maxim Opalew                                                        |
| Einer-Canadier 1000 m  | David Cal                                                        | Andreas Dittmer                                           | Attila Vajda                                                        |
| Zweier-Canadier 500 m  | Volksrepublik China Meng Guanliang Yang Wenjun                   | Kuba Ibrahim Rojas Ledis Balceiro                         | Russland Alexander Kostoglod Alexander Kowaljow                     |
| Zweier-Canadier 1000 m | Deutschland Christian Gille Tomasz Wylenzek                      | Russland Alexander Kostoglod Alexander Kowaljow           | Ungarn György Kozmann György Kolonics                               |
| Slalom Einer-Kajak     | Benoît Peschier                                                  | Campbell Walsh                                            | Fabien Lefèvre                                                      |
| Slalom Einer-Canadier  | Tony Estanguet                                                   | Michal Martikán                                           | Stefan Pfannmöller                                                  |
| Slalom Zweier-Canadier | Slowakei Pavol Hochschorner Peter Hochschorner                   | Deutschland Marcus Becker Stefan Henze                    | Tschechien Ondřej Štěpánek Jaroslav Volf                            |

| Konkurrenz         | Gold                                                                    | Silber                                                        | Bronze                                                                       |
| ------------------ | ----------------------------------------------------------------------- | ------------------------------------------------------------- | ---------------------------------------------------------------------------- |
| Einer-Kajak 500 m  | Natasa Janics                                                           | Josefa Idem                                                   | Caroline Brunet                                                              |
| Zweier-Kajak 500 m | Ungarn Katalin Kovács Natasa Janics                                     | Deutschland Birgit Fischer Carolin Leonhardt                  | Polen Aneta Pastuszka Beata Sokołowska                                       |
| Vierer-Kajak 500 m | Deutschland Birgit Fischer Maike Nollen Katrin Wagner Carolin Leonhardt | Ungarn Katalin Kovács Szilvia Szabó Erzsébet Viski Kinga Bóta | Ukraine Inna Ossypenko Tetjana Semykina Hanna Balabanowa Olena Tscherewatowa |
| Slalom Einer-Kajak | Elena Kaliská                                                           | Rebecca Giddens                                               | Helen Reeves                                                                 |

## Ergebnisse

### Kanurennen Männer

#### Einer-Kajak500 m
| Platz | Land | Sportler             | Zeit         |
| ----- | ---- | -------------------- | ------------ |
| 1     | CAN  | Adam van Koeverden   | 1:37,919 min |
| 2     | AUS  | Nathan Baggaley      | 1:38,467 min |
| 3     | GBR  | Ian Wynne            | 1:38,547 min |
| 4     | NOR  | Eirik Verås Larsen   | 1:38,667 min |
| 5     | HUN  | Ákos Vereckei        | 1:39,315 min |
| 6     | GER  | Lutz Altepost        | 1:39,647 min |
| 7     | FRA  | Babak Amir-Tahmasseb | 1:40,187 min |
| 8     | ARG  | Javier Correa        | 1:40,639 min |

Datum: 28. August 2004, 08:30 Uhr

#### Einer-Kajak 1000 m
| Platz | Land | Sportler           | Zeit         |
| ----- | ---- | ------------------ | ------------ |
| 1     | NOR  | Eirik Verås Larsen | 3:25,387 min |
| 2     | NZL  | Ben Fouhy          | 3:27,417 min |
| 3     | CAN  | Adam van Koeverden | 3:28,218 min |
| 4     | AUS  | Nathan Baggaley    | 3:28,310 min |
| 5     | GBR  | Tim Brabants       | 3:30,553 min |
| 6     | HUN  | Roland Kökény      | 3:31,121 min |
| 7     | POR  | Emanuel Silva      | 3:33,862 min |
| 8     | GER  | Björn Goldschmidt  | 3:34,381 min |

Datum: 27. August 2004, 08:30 Uhr

#### Zweier-Kajak500 m
| Platz | Land | Sportler                                   | Zeit         |
| ----- | ---- | ------------------------------------------ | ------------ |
| 1     | GER  | Ronald Rauhe Tim Wieskötter                | 1:27,040 min |
| 2     | AUS  | Clint Robinson Nathan Baggaley             | 1:27,920 min |
| 3     | BLR  | Raman Petruschenka Wadsim Machneu          | 1:27,996 min |
| 4     | POL  | Marek Twardowski Adam Wysocki              | 1:28,048 min |
| 5     | HUN  | Zoltán Kammerer Botond Storcz              | 1:29,096 min |
| 6     | ESP  | Damián Vindel Francisco Llera              | 1:29,532 min |
| 7     | LTU  | Alvydas Duonėla Egidijus Balčiūnas         | 1:29,868 min |
| 8     | RUS  | Anatoli Tischtschenko Wladimir Gruschichin | 1:27,996 min |

Datum: 28. August 2004, 09:35 Uhr

#### Zweier-Kajak 1000 m
| Platz | Land | Sportler                               | Zeit         |
| ----- | ---- | -------------------------------------- | ------------ |
| 1     | SWE  | Markus Oscarsson Henrik Nilsson        | 3:18,420 min |
| 2     | ITA  | Antonio Rossi Beniamino Bonomi         | 3:19,484 min |
| 3     | NOR  | Eirik Verås Larsen Nils Olav Fjeldheim | 3:19,528 min |
| 4     | AUS  | Daniel Collins David Rhodes            | 3:19,956 min |
| 5     | BEL  | Wouter D’Haene Bob Maesen              | 3:20,196 min |
| 6     | GER  | Jan Schäfer Marco Herszel              | 3:20,548 min |
| 7     | GBR  | Ian Wynne Paul Darby-Dowman            | 3:20,848 min |
| 8     | HUN  | Zoltán Benkő István Beé                | 3:27,996 min |

Datum: 27. August 2004, 09:35 Uhr

#### Vierer-Kajak1000 m
| Platz | Land | Sportler                                                                 | Zeit         |
| ----- | ---- | ------------------------------------------------------------------------ | ------------ |
| 1     | HUN  | Zoltán Kammerer Botond Storcz Ákos Vereckei Gábor Horváth                | 2:56,919 min |
| 2     | GER  | Andreas Ihle Mark Zabel Björn Bach Stefan Ulm                            | 2:58,659 min |
| 3     | SVK  | Richard Riszdorfer Michal Riszdorfer Erik Vlček Juraj Bača               | 2:59,314 min |
| 4     | BGR  | Milko Kasanow Iwan Christow Petar Merkow Jordan Jordanow                 | 2:59,622 min |
| 5     | NOR  | Jacob Norenberg Alexander Wefald Andreas Gjersøe Mattis Næss             | 3:01,698 min |
| 6     | BLR  | Raman Petruschenka Aljaksej Abalmassau Dsjamjan Turtschyn Wadsim Machneu | 3:02,419 min |
| 7     | ROU  | Marian Băban Alexandru Ceaușu Vasile Curuzan Stefan Vasile               | 3:03,107 min |
| 8     | POL  | Tomasz Mendelski Rafał Głażewski Adam Seroczyński Dariusz Białkowski     | 3:03,562 min |

Datum: 27. August 2004, 10:25 Uhr

#### Einer-Canadier500 m
| Platz | Land | Sportler              | Zeit         |
| ----- | ---- | --------------------- | ------------ |
| 1     | GER  | Andreas Dittmer       | 1:46,383 min |
| 2     | ESP  | David Cal             | 1:46,723 min |
| 3     | RUS  | Maxim Opalew          | 1:47,767 min |
| 4     | BLR  | Aljaksandr Schukouski | 1:47,767 min |
| 5     | CZE  | Martin Doktor         | 1:47,999 min |
| 6     | CAN  | Richard Dalton        | 1:48,103 min |
| 7     | HUN  | Márton Joób           | 1:48,195 min |
| 8     | BGR  | Stanimir Atanassow    | 1:49,759 min |

Datum: 28. August 2004, 08:45 Uhr

#### Einer-Canadier 1000 m
| Platz | Land | Sportler           | Zeit         |
| ----- | ---- | ------------------ | ------------ |
| 1     | ESP  | David Cal          | 3:46,301 min |
| 2     | GER  | Andreas Dittmer    | 3:46,721 min |
| 3     | HUN  | Attila Vajda       | 3:49,025 min |
| 4     | CZE  | Martin Doktor      | 3:50,405 min |
| 5     | CAN  | Steve Giles        | 3:51,457 min |
| 6     | LAT  | Dagnis Vinogradovs | 3:53,537 min |
| 7     | SVK  | Marián Ostrčil     | 3:54,629 min |
| 8     | CUB  | Karel Aguilar      | 3:54,957 min |

Datum: 27. August 2004, 08:45 Uhr

#### Zweier-Canadier500 m
| Platz | Land | Sportler                                           | Zeit         |
| ----- | ---- | -------------------------------------------------- | ------------ |
| 1     | CHN  | Meng Guanliang Yang Wenjun                         | 1:40,278 min |
| 2     | CUB  | Ibrahim Rojas Ledis Balceiro                       | 1:40,350 min |
| 3     | RUS  | Alexander Kostoglod Alexander Kowaljow             | 1:40,442 min |
| 4     | ROU  | Silviu Simioncencu Florin Popescu                  | 1:40,618 min |
| 5     | GER  | Christian Gille Tomasz Wylenzek                    | 1:40,802 min |
| 6     | BLR  | Aljaksandr Kurljandtschyk Aljaksandr Bahdanowitsch | 1:40,858 min |
| 7     | HUN  | György Kozmann György Kolonics                     | 1:41,138 min |
| 8     | CAN  | Attila Buday Tamas Buday                           | 1:41,210 min |

Datum: 28. August 2004, 10:10 Uhr

#### Zweier-Canadier 1000 m
| Platz | Land | Sportler                               | Zeit         |
| ----- | ---- | -------------------------------------- | ------------ |
| 1     | GER  | Christian Gille Tomasz Wylenzek        | 3:41,802 min |
| 2     | RUS  | Alexander Kostoglod Alexander Kowaljow | 3:42,990 min |
| 3     | HUN  | György Kozmann György Kolonics         | 3:43,106 min |
| 4     | ROU  | Silviu Simioncencu Florin Popescu      | 3:43,858 min |
| 5     | POL  | Michał Śliwiński Łukasz Woszczyński    | 3:44,338 min |
| 6     | CAN  | Richard Dalton Michael Scarola         | 3:45,638 min |
| 7     | ESP  | Alfredo Bea David Mascato              | 3:45,766 min |
| 8     | CUB  | Ibrahim Rojas Ledis Balceiro           | 3:50,346 min |

Datum: 27. August 2004, 10:10 Uhr

### Kanurennen Frauen

#### Einer-Kajak 500 m
| Platz | Land | Sportlerin              | Zeit         |
| ----- | ---- | ----------------------- | ------------ |
| 1     | HUN  | Natasa Janics           | 1:47,741 min |
| 2     | ITA  | Josefa Idem             | 1:49,729 min |
| 3     | CAN  | Caroline Brunet         | 1:50,601 min |
| 4     | GER  | Katrin Wagner           | 1:52,557 min |
| 5     | SVK  | Marcela Erbanová        | 1:52,685 min |
| 6     | ISR  | Larissa Peissachowitsch | 1:53,089 min |
| 7     | GBR  | Lucy Hardy              | 1:53,717 min |
| 8     | FIN  | Jenni Honkanen          | 1:53,937 min |

Datum: 28. August 2004, 09:20 Uhr

#### Zweier-Kajak500 m
| Platz | Land | Sportlerinnen                      | Zeit         |
| ----- | ---- | ---------------------------------- | ------------ |
| 1     | HUN  | Katalin Kovács Natasa Janics       | 1:38,101 min |
| 2     | GER  | Birgit Fischer Carolin Leonhardt   | 1:39,533 min |
| 3     | POL  | Aneta Pastuszka Beata Sokołowska   | 1:40,077 min |
| 4     | CHN  | Xu Linbei Zhong Hongyan            | 1:40,913 min |
| 5     | ESP  | Beatriz Manchón Teresa Portela     | 1:42,409 min |
| 6     | BGR  | Deljana Datschewa Bonka Pindschewa | 1:42,553 min |
| 7     | CAN  | Caroline Brunet Mylanie Barré      | 1:42,833 min |
| 8     | SWE  | Sofia Paldanius Anna Karlsson      | 1:43,077 min |

Datum: 28. August 2004, 10:25 Uhr

#### Vierer-Kajak500 m
| Platz | Land | Sportlerinnen                                                            | Zeit         |
| ----- | ---- | ------------------------------------------------------------------------ | ------------ |
| 1     | GER  | Birgit Fischer Maike Nollen Katrin Wagner Carolin Leonhardt              | 1:34,340 min |
| 2     | HUN  | Katalin Kovács Szilvia Szabó Erzsébet Viski Kinga Bóta                   | 1:34,536 min |
| 3     | UKR  | Inna Ossypenko Tetjana Semykina Hanna Balabanowa Olena Tscherewatowa     | 1:36,192 min |
| 4     | POL  | Karolina Sadalska Joanna Skowroń Małgorzata Czajczyńska Aneta Białkowska | 1:36,376 min |
| 5     | ESP  | María Isabel García Beatriz Manchón Jana Šmidáková Teresa Portela        | 1:37,908 min |
| 6     | AUS  | Chantal Meek Amanda Rankin Kate Barclay Lisa Oldenhof                    | 1:38,116 min |
| 7     | CHN  | Xu Linbei Zhong Hongyan He Jing Gao Yi                                   | 1:38,144 min |
| 8     | CAN  | Karen Furneaux Carrie Lightbound Kamini Jain Jillian D’Alessio           | 1:39,952 min |

Datum: 27. August 2004, 09:20 Uhr

### Kanuslalom Männer

#### Einer-Kajak
| Platz | Land | Sportler          | Zeit        |
| ----- | ---- | ----------------- | ----------- |
| 1     | FRA  | Benoît Peschier   | 3:07,96 min |
| 2     | GBR  | Campbell Walsh    | 3:10,17 min |
| 3     | FRA  | Fabien Lefèvre    | 3:10,99 min |
| 4     | CAN  | David Ford        | 3:12,58 min |
| 5     | GER  | Thomas Schmidt    | 3:12,93 min |
| 6     | USA  | Scott Parsons     | 3:14,76 min |
| 7     | POL  | Grzegorz Polaczyk | 3:16,57 min |
| 8     | NED  | Sam Oud           | 3:17,28 min |

Datum: 20. August 2004, 12:25 Uhr

#### Einer-Canadier
| Platz | Land | Sportler           | Zeit        |
| ----- | ---- | ------------------ | ----------- |
| 1     | FRA  | Tony Estanguet     | 3:09,16 min |
| 2     | SVK  | Michal Martikán    | 3:09,28 min |
| 3     | GER  | Stefan Pfannmöller | 3:11,56 min |
| 4     | AUS  | Robin Bell         | 3:12,83 min |
| 5     | CZE  | Tomáš Indruch      | 3:15,28 min |
| 6     | SLO  | Simon Hočevar      | 3:19,78 min |
| 7     | ESP  | Jordi Sangra       | 3:20,41 min |
| 8     | GBR  | Stuart McIntosh    | 3:31,19 min |

Datum: 18. August 2004, 11:50 Uhr
Der Franzose Tony Estanguet wurde erst nachträglich zum Sieger erklärt, nachdem die Schiedsrichter mit Hilfe von Videoaufzeichnungen eine Torberührung des Slowaken Martikán erkannt hatten.

#### Zweier-Canadier
| Platz | Land | Sportler                              | Zeit        |
| ----- | ---- | ------------------------------------- | ----------- |
| 1     | SVK  | Pavol Hochschorner Peter Hochschorner | 3:27,16 min |
| 2     | GER  | Marcus Becker Stefan Henze            | 3:30,98 min |
| 3     | CZE  | Jaroslav Volf Ondřej Štěpánek         | 3:32,86 min |
| 4     | GER  | Christian Bahmann Michael Senft       | 3:33,45 min |
| 5     | FRA  | Philippe Quemerais Yann Le Pennec     | 3:36,79 min |
| 6     | ITA  | Andrea Benetti Erik Masoero           | 3:40,06 min |

Datum: 20. August 2004, 11:35 Uhr

### Kanuslalom Frauen

#### Einer-Kajak
| Platz | Land | Sportlerin              | Zeit        |
| ----- | ---- | ----------------------- | ----------- |
| 1     | SVK  | Elena Kaliská           | 3:30,03 min |
| 2     | USA  | Rebecca Giddens         | 3:34,62 min |
| 3     | GBR  | Helen Reeves            | 3:38,77 min |
| 4     | FRA  | Peggy Dickens           | 3:38,80 min |
| 5     | CZE  | Štěpánka Hilgertová     | 3:40,75 min |
| 6     | SUI  | Nagwa El Desouki        | 3:45,04 min |
| 7     | AUS  | Louise Natoli           | 3:47,44 min |
| 8     | ITA  | Maria Cristina Giaipron | 3:49,36 min |

Datum: 18. August 2004, 12:20 Uhr